# ماریوس کوپیل
 ماریوس کوپیل (انگلیسی: Marius Copil؛ زادهٔ ۱۷ اکتبر ۱۹۹۰) یک تنیس‌باز اهل رومانی است.